# Сільвано-П'єтра
Сільвано-П'єтра (італ. Silvano Pietra) — муніципалітет в Італії, у регіоні Ломбардія,  провінція Павія.
Сільвано-П'єтра розташоване на відстані близько 460 км на північний захід від Рима, 55 км на південь від Мілана, 23 км на південний захід від Павії.
Населення — 672 особи (2014).

## Демографія
Населення за роками:

Станом на 1 січня 2023 року в муніципалітеті офіційно проживало 29 іноземців з 10 країн, серед них 10 громадян країн Євросоюзу та 8 громадян України.

## Сусідні муніципалітети
- Корнале-е-Бастіда
- Казеї-Джерола
- Корана
- Меццана-Більї
- Саннаццаро-де'-Бургонді
- Вогера